# Cá nhám mèo không đốm
Cá nhám mèo không đốm (danh pháp hai phần: Bythaelurus immaculatus) là một loài cá sụn trong họ Scyliorhinidae (họ Cá nhám mèo) phân bố ở Biển Đông phía đông đảo Hải Nam, tại độ sâu giữa 535 và 1.020 m trên dốc lục địa. Loài cá này dài 71 xentimét (28 in).